# Centrotypus flavescens
Centrotypus flavescens är en insektsart som beskrevs av William Lucas Distant 1908. Centrotypus flavescens ingår i släktet Centrotypus och familjen hornstritar. Inga underarter finns listade i Catalogue of Life.